# Табукки, Антонио
Антонио Табукки (итал. Antonio Tabucchi, 24 сентября 1943, Пиза — 25 марта 2012, Лиссабон) — итальянский писатель, филолог-португалист, переводчик.

## Биография

### Ранние годы
Табукки родился в городе Пиза, но вырос в доме своих бабушки и дедушки в Веккьяно.
Во время своей учёбы в университете Антонио много поездил по Европе, «по следу» авторов, с которыми он познакомился в библиотеке своего дяди. Во время одного из этих путешествий Табукки находит поэму «Табакария» (пер. с порт. «табачная лавка») подписанную Фернандо Пессоа, в одном из книжных киосков возле Лионского вокзала в Париже. Это был французский перевод Пьер Уркада. Со страниц этой книжки он обрёл то, что впоследствии стало интересом его жизни на следующие 20 лет.
Визит в Лиссабон привёл к тому, что Табукки полюбил этот город-фаду и всю Португалию в целом. Как результат название темы его дипломной работы в 1969 году было «Сюрреализм в Португалии». После окончания университета Табукки работал в Высшей нормальной школе в Пизе, а в 1973 он был назначен на должность учителя португальского языка в литературе в городе Болонья.
В том же году он пишет своё первое произведение «Площадь Италии» (итал. «Piazza d’Italia»), которое было опубликовано в 1975 году. В этом произведении он описал историческое событие с точки зрения проигравших тосканских анархистов, в духе таких писателей, как Джованни Верга, Федерико Де Роберто, Джузеппе Томази ди Лампедуза, Беппе Фенольо и Винченцо Консоло.

### Творчество
В 1978 Табукки принимают на работу в Университет Генуи, а также выходит его новое произведение «Маленький кораблик» («Il piccolo naviglio»). В 1983 публикуется роман «Женщина из Порто-Пим» («Donna di Porto Pim»), экранизированный под тем же названием в 2001 году. В 1984 выходит роман «Индийский ноктюрн» («Notturno indiano»), который также экранизируется режиссёром Аленом Корно в 1989 году. Две номинации на премию Сезар. Главный герой пытается найти пропавшего друга в Индии, а на самом деле ищет собственную идентичность.
В 1985 году публикуется книга «Мелкие двусмысленности, не стоящие внимания» («Piccoli equivoci senza importanza»), а в следующем году роман «Черта горизонта» («Il filo dell’orizzonte»), экранизированный в 1993-м. В этом произведении главный герой Спино, пытается установить личность трупа, но в итоге пытается установить собственную индивидуальность, что становится основной темой в произведениях Табукки.
В 1987 году, после выхода работ «Пернатые Беато Анджелико» («I volatili del Beato Angelico») и («Pessoana mínima»), Табукки получает престижную французскую премию Медичи за лучшее зарубежное произведение. В следующем году он пишет комедию «Несостоявшиеся диалоги» («I dialoghi mancati»). В 1989 году президент Португалии награждает Табукки рыцарским орденом Инфанта дона Энрике, в том же году награждается правительством Франции Орденом искусств и литературы.
В 1990 году выходят «Записки о Фернандо Пессоа» («Un baule pieno di gente. Scritti su Fernando Pessoa»), а в следующем году роман «Чёрный ангел» («L’angelo nero»). В 1992 году публикуется роман на португальском языке «Реквием» («Requiem»), он был экранизирован в 1998 году режиссёром Аленом Таннером.
1994 год был очень важным для писателя, в том году вышел «Три последних дня из жизни Фернандо Пессоа» («Gli ultimi tre giorni di Fernando Pessoa»), но более важным был выход романа «Утверждает Перейра. Свидетельские показания» («Sostiene Pereira. Una testimonianza»), экранизирован в 1996 году с Марчелло Мастроянни в главной роли. «Утверждает Перейра. Свидетельские показания» («Sostiene Pereira. Una testimonianza») принёс Табукки международное признание и множество литературных премий. Во время выборов в Италии оппозиция выступала против медиа-магната Сильвио Берлускони ссылаясь на книгу Табукки.
В 1997 году Табукки написал «Потерянная голова Дамашену Монтейру» («La testa perduta di Damasceno Monteiro»). Реальная история о человеке, найденного обезглавленным в парке. Позднее установили, что его обезглавили в полицейском участке. Действие происходит в Порту, что ещё раз дало возможность Табукки показать его любовь к этому городу. После выхода этой книги сержант Хосе дус Сантос признался в убийстве 17-летнего парня, задержанного в его участке.
В 1998 году получает Австрийскую государственную премию по европейской литературе.
В 2001 выходит эпистолярный роман «Становится всё позже. Роман в письмах» («Si sta facendo sempre più tardi. Romanzo in forma di lettere»), он состоит из 17 писем. В 2002 году эта книга получила премию культурного радио Франции. В том же году он проводит 6 месяцев в Лиссабоне, вместе со своей женой, в её родном городе и их двумя детьми. Оставшееся время в этом году Табукки проводит в Тоскане, преподавая португальскую литературу в университете Сиены. Так как Табукки видел себя писателем только в онтологическом смысле, он был рад получить звание профессора. Литература для Табукки не профессия, а «что-то, что включает в себя желания, мечты и воображение».
Табукки регулярно пишет для культурных страниц газет Коррьере делла Сера и Эль Паис. В 2004 году он получил международную премию имени Франциско де Сереседо в области журналистики.
В 2007 году Табукки получил почётную докторскую степень в Университете Льежа.
Умер от рака.

## Публикации на русском языке
- «Утверждает Перейра» («Sostiene Pereira. Una testimonianza»). — М.: Иностранка, 2003. — 185 с. — ISBN 5-94145-125-3.